# Meher Afroz Shaon
Meher Afroz Shaon (en bengali : মেহের আফরোজ শাওন), née le 12 octobre 1981, est une actrice, réalisatrice et chanteuse de playback bangladaise. Elle remporte un prix national du cinéma de la meilleure chanteuse de playback (en) pour sa performance dans le film Krishnopokkho (en) (2016). Elle est la veuve de l'écrivain et réalisateur Humayun Ahmed, mort en 2012.

## Biographie et carrière
Shaon est la fille de Mohammad Ali et de Tahura Ali (en), un ingénieur et une députée du 9e Parlement du Bangladesh. Elle étudie à Viqarunnisa Noon School and College (en) (Dacca). Elle obtient un certificat d'école secondaire en 1996 puis un certificat du secondaire supérieur en 1998. Elle étudie ensuite à l'université d'Asie-Pacifique (en) de Dacca et obtient un diplôme d'agriculture en 2008.
En 1999, Shaon joue un rôle principal dans la sitcom Aaj Robibar (en). La même année, elle joue un personnage principal du film dramatique Srabon Megher Din (en) réalisé par Humayun Ahmed.
Shaon est mariée à Humayun Ahmed de 2005 jusqu'à son décès en 2012. Le couple a deux fils : Nishad Ahmed et Ninit Ahmed

## Filmographie

### Au cinéma
| Année | Titre             | Rôle     | Réalisateur   | Note et source                                                                             |
| ----- | ----------------- | -------- | ------------- | ------------------------------------------------------------------------------------------ |
| 1999  | Srabon Megher Din | Kusum    | Humayun Ahmed |                                                                                            |
| 2001  | Dui Duari         | Toru     | Humayun Ahmed |                                                                                            |
| 2003  | Chandrokotha      | Chandra  | Humayun Ahmed | Lauréat - Meril Prothom Alo Awards Critics Choice Awards de la meilleure actrice de cinéma |
| 2004  | Shyamol Chhaya    | Ashalata | Humayun Ahmed |                                                                                            |
| 2008  | Amar Ache Jol     | Nishad   | Humayun Ahmed |                                                                                            |

### Dramas télévisés
En tant qu'actrice
| Année | Titre       | Scénariste et réalisateur | Autres acteurs                                  | Diffusé par | Note et source |
| ----- | ----------- | ------------------------- | ----------------------------------------------- | ----------- | -------------- |
| 1999  | Aaj Robibar | Humayun Ahmed             | Aly Zaker, Abul Hayat, Zahid Hasan, Shila Ahmed | BTV         | début drama    |

En tant que réalisatrice
| Année | Titre                 | Dramaturge/Scénariste  | Acteurs                          | Diffusé par | Note et source                                                |
| ----- | --------------------- | ---------------------- | -------------------------------- | ----------- | ------------------------------------------------------------- |
| 2009  | Noya Riksha           |                        |                                  |             | pièce de théâtre télévisée, diffusée le jour de l'Aïd el-Fitr |
| 2011  | Shopno o Shopnobhongo | Humayun Ahmed          |                                  | Channel i   | pièce de théâtre télévisée, diffusée sur Pahela Boishakh      |
| 2014  | Everest Joy           | Chowdhury Khaekuzzaman |                                  |             | Diffusé le jour de l'Aïd el-Fitr                              |
| 2014  | Hablonger Bazar       | Humayun Ahmed          |                                  |             |                                                               |
| 2014  | Osomoye               | Chowdhury Khaekuzzaman |                                  |             | diffusé le jour de l'Aïd el-Fitr                              |
| 2016  | Krishnopokkho         | Humayun Ahmed          | Riaz, Mahiya Mahi, Ferdous Ahmed |             |                                                               |
|       | Bibhrom               | Humayun Ahmed          | Riaz, Sonia Hossain              | Channel i   | pièce de théâtre télévisée, diffusée le jour de l'Aïd al-Adha |

### En tant que présentatrice de télévision
- Meghe Dhaka Tara sur Maasranga Television (en)[10]